# David Wojnarowicz
David Wojnarowicz, né le 14 septembre 1954 à Red Bank (New Jersey) et mort le 22 juillet 1992 à New York, est un peintre, photographe, écrivain, réalisateur de films, performeur et militant homosexuel américain.
Il est principalement connu pour avoir été éminent dans le monde artistique de la ville de New York des années 1980.

## Biographie
Il naît à Red Bank dans le New Jersey en 1954. 
Enfant battu et maltraité par son père, il s’enfuit à New York à l'adolescence, découvre son homosexualité, vit dans la rue, subsistant grâce à la prostitution occasionnelle. 
Il traverse les États-Unis en auto-stop. De 1970 à 1973, il suit les cours de la haute école des arts de la performance à New York. Pendant les années 1980, il appartient au mouvement artistique de l’East Village et évolue dans le milieu alternatif new-yorkais (Nan Goldin, Richard Kern, Lydia Lunch, Kathy Acker, etc.).
De la fin des années 1970 jusque dans les années 1980, il réalise des films en super 8 tels que Heroin, commence la série photographique Arthur Rimbaud in New York, effectue un travail de pochoirs. 
Avec d'autres artistes, Doug Bressler, Brian Butterick, Julie Hair et Jesse Hultberg, il fonde en 1980 un groupe de musique dénommé 3 Teens Kill 4 d'après une une du New York Post. 
Il expose dans les galeries fameuses de l'East Village.
En 1981, il fait la connaissance du photographe Peter Hujar, avec qui il a une brève liaison. Hujar aide Wojnarowicz à progresser dans le monde artistique et les deux hommes restent proches jusqu'à la mort de Hujar en 1987.
En 1985, il est inclus dans le so-called Graffiti Show de la Biennale du Whitney Museum of American Art. 
Peu après la mort de Hujar du SIDA en novembre 1987, Tom Rauffenbart, le petit ami de Wojnarowicz, pousse ce dernier à se tester, et il est diagnostiqué en 1988. 

En 1989, il participe à l'exposition Witnesses : Against our Vanishing organisée par Nan Goldin à Artists Space, soumettant notamment un texte intitulé Post Cards from America : X-Rays from Hell où il relate son expérience personnelle de l'épidémie de SIDA et critique violemment l'homophobie et l'indifférence de la société américaine.
Dans les années 1990, il intente un procès à Donald Wildmon et the American Family Association au motif qu'ils ont utilisé sans permission des éléments de ses œuvres afin d'illustrer des pamphlets homophobes dénonçant l'appui public de la NEA à l'exposition Tongues of Flame ; il obtient gain de cause. 
Homosexuel militant, farouchement critique de la société américaine, il meurt du sida en 1992.
Ses papiers personnels appartiennent à la Downtown Collection tenue par la librairie the Fales à l'Université de New York.

## Œuvres

### Films
- A Fire in my Belly - Film inachevé  réalisé par Wojnarowicz à partir de 1986[4]

### Œuvres plastiques
- Untitled (Hujar Dead) : peinture réalisée à partir d'une série de photographie du corps défunt de Peter Hujar avec le texte de Pressure surimposé, 1988-1989[5]

- Untitled (One day this kid) : photo de Wojnarowicz enfant entourée d'un texte[6]

### Photographies
- Rimbaud in New York
- Untitled (Falling Buffalos)

## Expositions personnelles
- Tongues of Flame, 1990, galerie de l'Université d'État de l'Illinois[7]

- David Wojnarowicz. History Keeps Me Awake at Night, Musée d'Art moderne Grand-Duc Jean, Luxembourg, 2019-2020[8]

## Expositions collectives
- 2010 : Rencontres d'Arles, France.

## Filmographie
- Postcards From America - une biographie non-linéaire de David Wojnarowicz (Steve McLean, directeur)
- Stray Dogs - réalisé en 1985 par Richard Kern - durée : 9 minutes et 53 secondes
- Wojnarowicz: Fuck You Faggot Fucker - réalisé en 2020 par Chris McKim.